# The EFFECTS
The EFFECTS — американський мат-рок гурт з Вашингтону, округ Колумбія.
Гурт випустив чотири цифрові міні-альбоми та один повноформатний альбом, Eyes to the Light, на лейблі Dischord Records.

## Історія
Гурт The EFFECTS створений у Вашингтоні, округ Колумбія, у 2014 році. Музика гурту навіяна інді-роком, пост-хардкором і прогресивним роком, і її описують як «оновлений погляд на звук DC».
Девін Окампо є колишнім членом вашингтонських гуртів Faraquet, Medications, Smart Went Crazy, Deathfix. Крім того, він гастролював і записувався з Beauty Pill, Мері Тімоні (Mary Timony) та Джеймсом Роббінсом (J. Robbins).
Метью Доулінг був учасником інді-рок гурту з Вашингтону, Deleted Scenes, а Девід Річ виступав в гурті Buildings.
Дебютний альбом тріо був високо оцінений Washington City Paper, Bandcamp Daily, і Post-Trash.

## Склад гурту
- Девін Окампо (Devin Ocampo),
- Метью Доулінг (Matthew Dowling),
- Девід Річ (David Rich).

## Дискографія
Студійні альбоми
- Eyes to the Light (Dischord Records, 2017)[8]

Сингли та мініальбоми
- "Blister" b/w "Old Soul" (self-released, 2014)
- "Essentially Broken" b/w "The Clarity Of Open Spaces" (self-released, 2015)
- "Fix As The Reason" b/w "Close The Gap" (self-released, 2015)